# Ettore Bortolotti

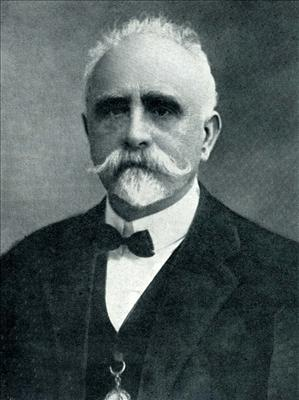
Ettore Bortolotti

Ettore Bortolotti (* 6. März 1866 in Bologna; † 17. Februar 1947 ebenda) war ein italienischer Mathematikhistoriker.

## Leben und Wirken
Bortolotti studierte zunächst mit dem Ziel, Ingenieur zu werden (und arbeitete nebenbei für eine Telegrafengesellschaft), studierte dann aber unter dem Einfluss von Salvatore Pincherle Mathematik (Abschluss summa cum laude 1889) in Bologna. Danach war er bis 1891 Assistent von Pincherle und wurde dann Mathematiklehrer in Modica auf Sizilien. 1892/3 studierte er in Paris, wo er bei Henri Poincaré, Émile Picard, Gaston Darboux und Camille Jordan hörte, und war dann Gymnasiallehrer (Liceo) in Rom. 1896 habilitierte er sich und wurde 1900 Professor für Analysis in Modena. 1920 wurde er Geometrie-Professor an der Universität Bologna, wo er bis zu seiner Emeritierung 1936 blieb. 1923 (seit ihrer Gründung durch Pincherle) bis 1945 war er Sekretär der Italienischen Mathematischen Union. Als Pincherle 1928 den Internationalen Mathematikerkongress in Bologna organisierte, war er ebenfalls Sekretär.
Bortolotti wandte sich unter dem Einfluss von Valentino Cerruti (Herausgeber der Werke von Galilei und Fagnano) in Rom der Mathematikgeschichte zu und befasste sich zunächst 1902 mit Paolo Ruffini als Vorläufer von Évariste Galois und Augustin Louis Cauchy in der Gruppentheorie und Gleichungstheorie. Von 1914 bis 1954 gab er dessen gesammelte Werke in drei Bänden heraus. Er ist aber insbesondere bekannt für die Erforschung der italienischen Renaissance-Mathematik, insbesondere für die Beiträge in der Algebra durch Scipione del Ferro (dessen Priorität in der Lösung der kubischen Gleichung er gegen Gino Loria und andere vertrat), Nicolo Tartaglia, Gerolamo Cardano, Rafael Bombelli, dessen Bücher IV und V seiner Algebra er entdeckte und 1929 herausgab. Er befasste sich auch mit der Geschichte der Mathematik in Bologna (worüber sein Buch 1947 erschien), wie die Beiträge von Pietro Antonio Cataldi zu Kettenbrüchen und frühe Arbeiten von Bonaventura Cavalieri, Evangelista Torricelli (über die von Gino Loria herausgegebenen Werke von Torricelli, die Bortolotti heftig kritisierte, entstand zwischen beiden ein langdauernder Streit) und anderen zur Analysis. Seine Untersuchungen über die Geschichte der Mathematik in Italien im 16. und 17. Jahrhundert erschienen 1928 und weitere seiner Untersuchungen zur italienischen Mathematikgeschichte (und darüber hinaus) in einem Sammelband 1944. Gegenüber Moritz Cantor vertrat er die Pionierrolle von Leonardo Fibonacci in der Etablierung der Algebra im mittelalterlichen Europa (Cantor favorisierte Jordanus Nemorarius).
1923 veröffentlichte er Vorlesungen über analytische Geometrie.